# Borsa di Johannesburg
La Borsa di Johannesburg (in inglese: Johannesburg Securities Exchange, in sigla JSE Limited) è la Borsa della città di Johannesburg in Sudafrica, principale piazza finanziaria del continente africano e tra le 20 maggiori al mondo, oltre che essere anche la seconda più antica del continente africano, fondata nel 1887 (dopo la piazza finanziaria egiziana nel 1883).